# Gasthaus Zur Goldenen Krone (Darmstadt)
Das Gasthaus Zur Goldenen Krone ist ein denkmalgeschützter Gasthof aus dem 17. Jahrhundert in Darmstadt (Hessen). Es ist das einzige verbliebene Altstadthaus der Darmstädter Altstadt in der Stadtmitte.

## Geschichte und Beschreibung
Das Gasthaus Zur Goldenen Krone wurde im Jahre 1681 erbaut und gehört zu den ältesten Gasthäusern in Darmstadt. Im Jahre 1890 wurde dem ursprünglichen Fachwerk die heutige Fassade im Stil des frühen Historismus aufgesetzt. Das ganze Erdgeschoss erscheint durch die imitierte Steinquader-Rustika als massiver Sockelbereich des Gebäudes. Im Jahre 1894 fertigte der Bildhauer Wagner die Masken auf den Schlusssteinen über den Fenstern und Türen.
Das erste Obergeschoss bildet die Beletage. Die Beletage besitzt zwei durchlaufende Gesimse im Brüstungsbereich und horizontale Verdachungen über den Fenstern.
Das Gasthaus Zur Goldenen Krone wurde im Zweiten Weltkrieg leicht beschädigt. Nach dem Krieg wurde das Dach in vereinfachter Form wiederaufgebaut. Erhalten geblieben ist auch ein kunstvoller, schmiedeeiserner Laternen-Ausleger mit einem Wappenschild und einer Krone.

## Denkmalschutz
Aus architektonischen und stadtgeschichtlichen Gründen ist das Bauwerk ein Kulturdenkmal.

## Galerie

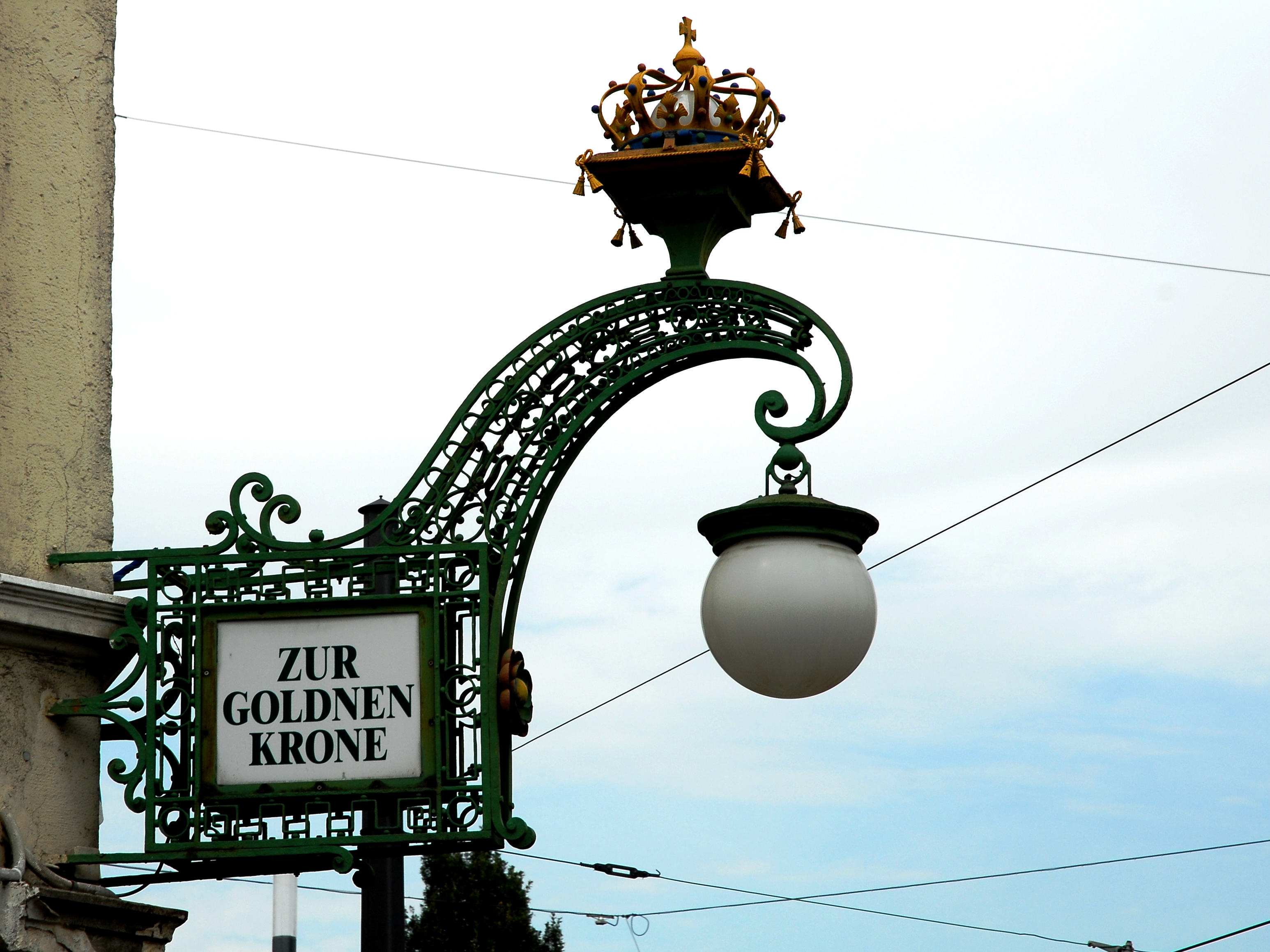
Laternen-Ausleger (2015)
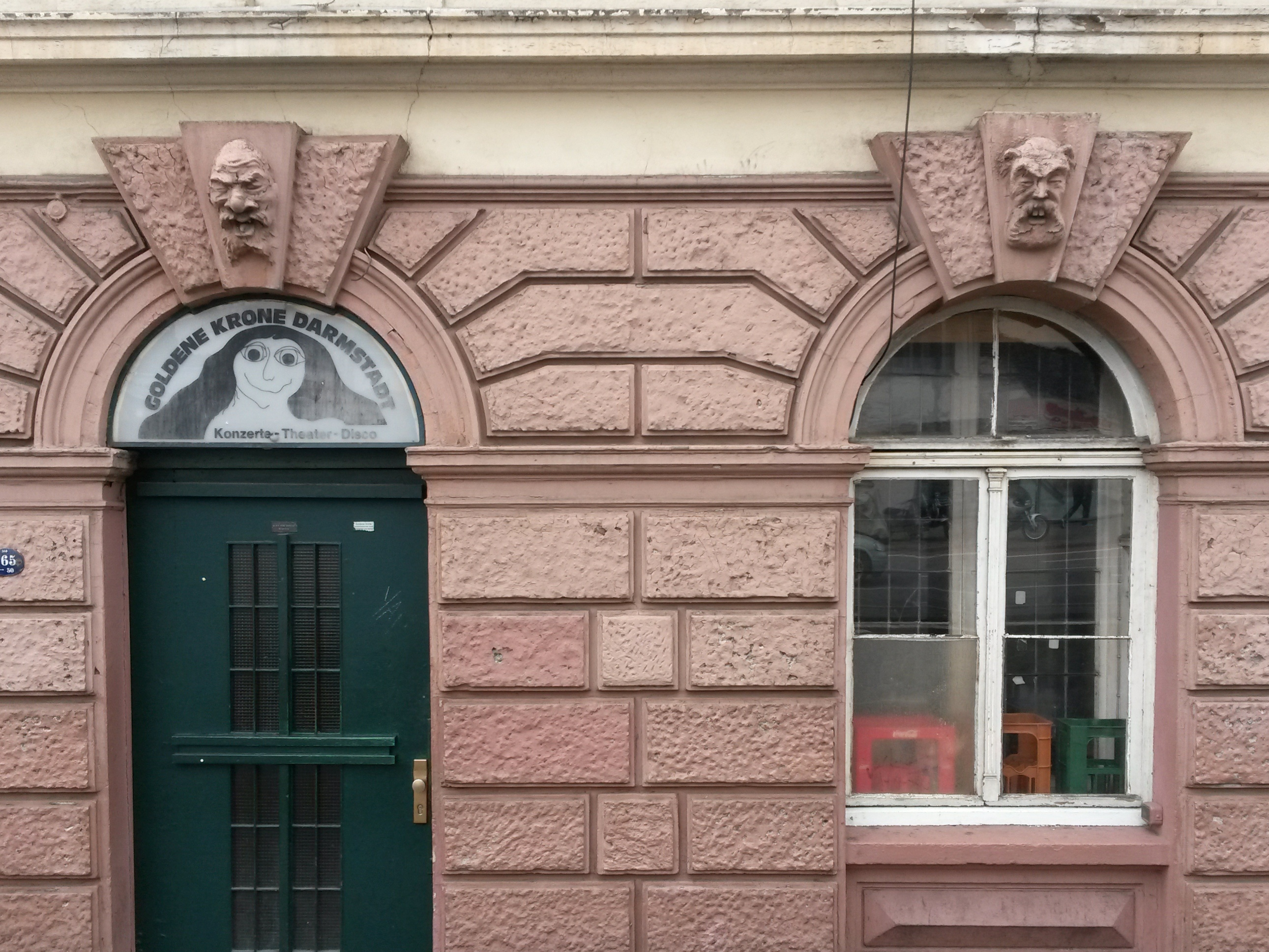
Masken des Bildhauers Wagner von 1894 (Auswahl) (2015)
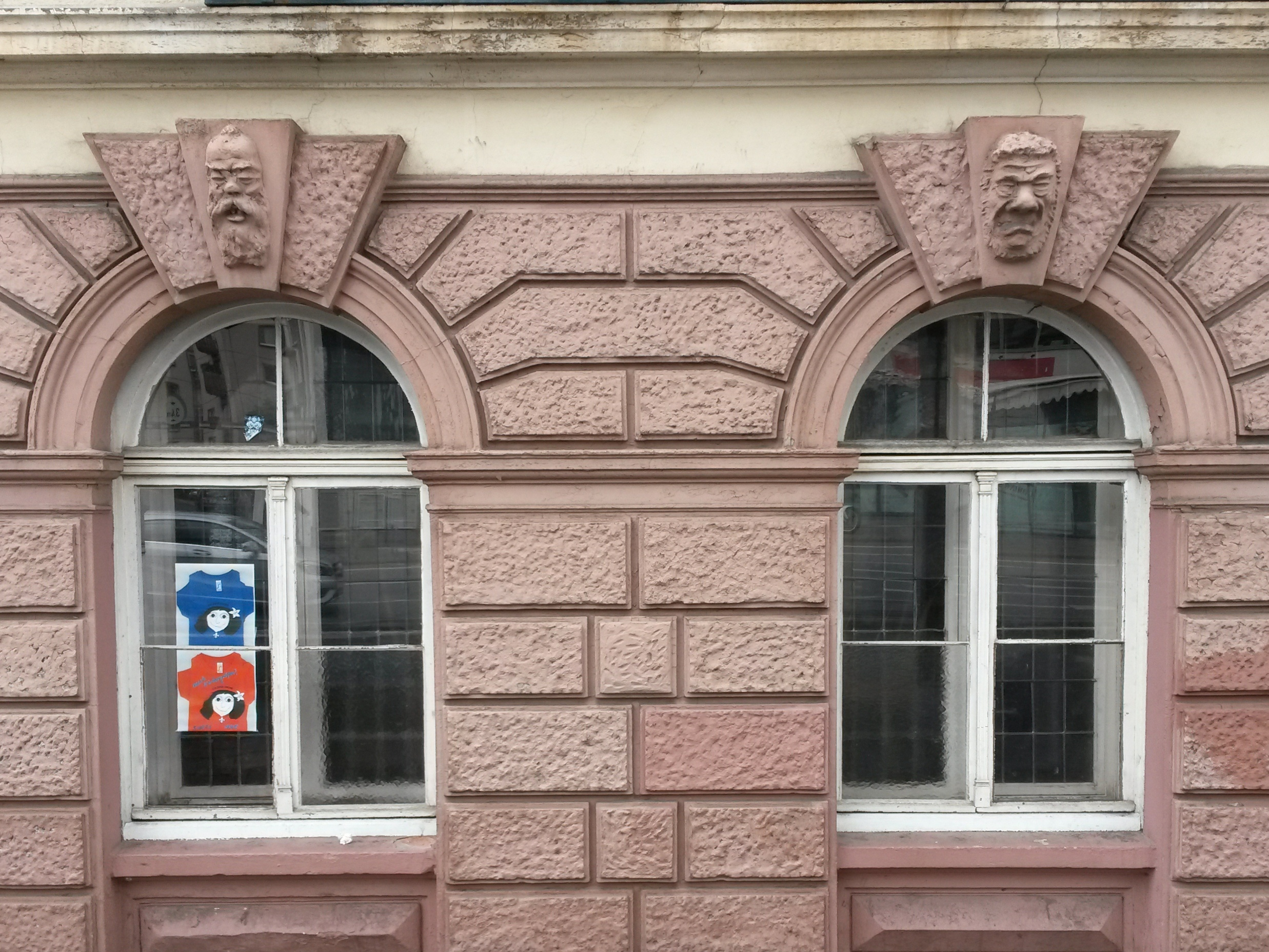
Masken des Bildhauers Wagner von 1894 (Auswahl) (2015)

## Trivia
Im Frühjahr 1980 absolvierte die Band BAP den ersten Auftritt mit ihrem neuen Gitarristen Klaus Heuser in der Goldenen Krone; im Anschluss wurde Heusers Spitzname „Major“ geprägt.